# Компиенско примирие (1918)
Вижте пояснителната страница за други значения на Компиенско примирие.
Компиенското примирие, сключено край Компиен на 11 ноември 1918 г., е споразумение за прекратяване на бойните действия в Първата световна война между победената Германска империя и нейните противници (Франция, Британската империя, САЩ и др.).

## Предистория
След победата си на Източния фронт, затвърдена чрез Брест-Литовския мирен договор със РСФСР, през пролетта и лятото на 1918 г. Германия хвърля главните си сили в поредица от офанзиви срещу съюзническите войски в Северна Франция, без да постигне стратегически успех. През юли германските войски търпят поражение във втората битка при Марна, а през август понасят тежък удар при Амиен. Подсилени с прииждащите през Атлантика подкрепления от САЩ, френско-британските войски преминават в общо контранастъпление, на което германците не успяват да устоят.
Военното положение на Германия е затруднено още повече след Солунското примирие от 29 септември, когато нейният съюзник България прекратява съпротивата си срещу Съглашението. При тези обстоятелства военното ръководство препоръчва на кайзера и правителството да поведат преговори за примирие със съюзниците. Преговорите се състоят през октомври между правителството на принц Макс фон Баден и администрацията на Удроу Уилсън с посредничеството на Швейцария, като за основа са взети Четиринадесетте точки на американския президент. Към края им в Германия избухва Ноемврийската революция, която води до падане на монархията. Пълномощникът на новото, републиканско правителство на Германия Матиас Ерцбергер подписва на 11 ноември в Компиенската гора условията за прекратяване на огъня, диктувани от главнокомандващия на съюзническите сили маршал Фердинанд Фош.

## Условия
- Изтегляне на германските войски в 15-дневен срок от окупираните територии във Франция, Белгия, Люксембург, както и от Елзас-Лотарингия. Репатриране на жителите, изселени по-рано от въпросните области.
- Германските войски трябва да се изтеглят незабавно от териториите, принадлежали до войната на Австро-Унгария, Румъния и Турция. Военните части, които при сключването на примирието се намират в райони от бившата Руска империя, остават там до следващо разпореждане на съюзниците.
- Изтегляне на германските войски и от Германска Източна Африка.
- В срок от 31 дни след подписването на примирието германската армия трябва да отстъпи на изток от река Рейн. Германските земи западно от Рейн, както и предмостия при Кобленц, Кьолн и Майнц, минават под съюзническа окупация. На десния бряг на реката се установява неутрална зона с ширина от 10 км и дължина от швейцарската до холандската граница. Забранява се изнасянето от бъдещата окупирана зона на частно имущество, продоволствие, индустриални съоръжения и пр. Германското правителство се задължава да поеме издръжката на съюзническите окупационни войски.
- Германците оставят на съюзниците много военни материали (5000 оръдия, 25 000 картечници, 3000 минохвъргачки, 1700 самолети), предават 5000 локомотива и 150 000 вагона, задължават се да реституират иззетото по време на войната руско и белгийско имущество.
- Германия се отказва от облагите, получени по Брест-Литовския и Букурещкия мирен договор, както и от допълващите ги споразумения.
- Германските подводници и бойната флота се интернират в съюзнически пристанища.
- Морската блокада, наложена на Германия през 1914 г., остава в сила. Съюзниците и Съединените щати се задължават да вземат под внимание нуждите за изхранването на победената страна.
- Срокът на примирието е 36 дни с възможност за удължаване. Учредява се Международна комисия по примирието, която да се грижи за изпълнението на условията.

## Последици
През периода декември 1918 – февруари 1919 г. примирието е удължавано на три пъти с допълнителни конвенции между Германия и съюзниците. Мирният договор е подписан на 28 юни 1919 г. във Версай, а състоянието на война приключва с окончателната му ратификация в началото на 1920 г. областта Елзас-Лотарингия е трайно присъединена към Франция. Морската блокада срещу Германия продължава до пролетта на 1919 г., а окупацията на земите край Рейн – до 1930 г. Германските войски остават в Прибалтика до края на 1919 г., когато са изтеглени под натиска на Антантата. Германските колонии в Африка са разделени между победителите.

### Текст на примирието
((en)) Papers Relating to the Foreign Relations of the United States, 1919, Volume II, pp. 1-11, взето от University of Wisconsin Digital Collections на 12.3.2008 
 ((de)) Waffenstillstandsbedingungen der Alliierten, взето от Lebendiges virtuelles Museum Online (Deutsches Historisches Museum) на 12.3.2008 
 ((fr)) La convention d'armistice du 11 novembre 1918 Архив на оригинала от 2021-07-06 в Wayback Machine. (Anovi, 12.3.2008)

### Цитирани заглавия
- Николов, Румен. 1918 – Годината на военни победи и политически крушения, във: Военноисторически сборник (ВИСб), 2006 г., кн. 3, стр. 23-27 (взето от Военно издателство Архив на оригинала от 2008-05-09 в Wayback Machine. на 12.3.2008)
- Sturm, Reinhard. Vom Kaiserreich zur Republik 1918/19, във: Weimarer Republik. Informationen zur politischen Bildung, Heft 261 (взето от Bundeszentrale für politische Bildung на 12.3.2008)
- Bernecker, Walther. Die Revolution 1918/19. Von der Monarchie zur Republik, във: Stammen, Theo. Die Weimarer Republik. Band I 1919 – 1923: Das schwere Erbe Архив на оригинала от 2008-03-24 в Wayback Machine. (взето от Bayerische Zentrale für politische Bildungsarbeit на 12.3.2008)

### Други
((de)) Waffenstillstand von Compiègne (11. November 1918) (Deutsches Historisches Museum, 12.3.2008) 
 ((en)) The Armistice (First World War.com – A Multimedia History of World War One, 12.3.2008)
((ru)) Уткин, А. И. Первая Мировая война, 9. Поражение Германии (Военная литература, 14.3.2008)
 ((ru)) Всемирная история дипломатии, 16. Победа Антанты над Германией (14.3.2008)